# Fabio Roselli
Fabio Roselli (Roma, 13 aprile 1971) è un ex rugbista a 15 e allenatore di rugby a 15 italiano, in carriera attivo nel ruolo di tre quarti ala del Rugby Roma e partecipante con l'Italia alla 4ª edizione della Coppa del Mondo di rugby nonché vincitore della Coppa FIRA 1995-1997.
Dal 1º gennaio 2025 è il commissario tecnico della nazionale femminile maggiore.

## Biografia
Nato e cresciuto nella Capitale, militò nel Rugby Roma nel ruolo di ala fino alla fine della propria carriera professionistica, disputando 14 stagioni consecutive con il club romano.
Con la squadra bianconera vinse la Coppa Italia nel 1997-98 e lo scudetto del campionato di serie A1 1999-2000 marcando complessivamente 110 mete in 220 incontri.
Esordì in nazionale nel corso della Coppa Latina 1995 contro la Francia e partecipò alla prima storica vittoria della Coppa FIRA 1995-1997 nonché alla Coppa del Mondo di rugby 1999 in Galles.
Ritiratosi dall'attività nel 2003, iniziò la sua carriera tecnica nel settore giovanile del Rugby Roma per poi passare, dal 2007, nei ranghi federali come assistente della nazionale a 7 e, a seguire, della Under-17.
Tecnico di 4º livello FIR e docente allenatore, è stato responsabile tecnico dell'Accademia FIR zonale di Roma e, successivamente, delle nazionali Under-17 e Under-18.
Dal 2013 al 2015 fece parte dello staff tecnico come allenatore dei tre quarti della Under-20.
A seguire, fu alle Zebre in Pro12 come tecnico dei tre quarti e, nel 2017, commissario tecnico dell'Under 20.
Nel 2022 gli fu affidato l'incarico di allenatore capo delle Zebre, che lasciò dopo due stagioni durante le quali fece raggiungere alla squadra, per la prima volta, la qualificazione ai play-off di Challenge Cup.
A dicembre 2024 ha ricevuto dalla F.I.R. l'incarico di commissario tecnico della nazionale italiana femminile, che diventa effettivo il 1º gennaio successivo alla scadenza del mandato del suo predecessore Nanni Raineri.

## Palmarès
- Coppa FIRA : 1
Italia: 1995-97
- Campionati italiani: 1
Rugby Roma: 1999-2000
- Coppe Italia: 1
Rugby Roma: 1997-98